# Обыкновенная циклура
Обыкновенная циклура (лат. Cyclura cychlura) — вид ящериц из семейства игуановых.
Вид является эндемиком Багамских островов. Встречается на островах Андрос и Эксума. Известно три популяции на острове Андрос и 13 популяций на Эксуме.
Общая популяция вида составляет менее 5000 особей: из них на Андросе проживает 4000 особей, а на Эксуме около 1000 особей.
Ящерица населяет сухие сосновые леса, заросли кустарников и прибрежную полосу растительности. Питается растительной пищей. Взрослые прячутся в трещинах скал, известняка или норах, построенных в супесчаных почвах. Молодые особи живут на деревьях.